# 劉文静
劉 文静（りゅう ぶんせい、568年 - 619年）は、中国の唐の政治家・軍人。字は肇仁。本貫は彭城郡。祖父の劉懿用の代から京兆郡武功県に移住して、それを本貫としていた。

## 経歴
北周の石州刺史の劉懿用の子の劉韶の子として生まれた。父の劉韶は隋に仕えて戦死した。文静は父の儀同三司の位を継いだ。大業末年、晋陽県令に任ぜられて、晋陽宮監の裴寂と親交を結んだ。裴寂は夜中に伝令の烽火が上がっているのを見て、「天下は乱れているが、この私はどこに住んだらいいのだろうか」と嘆いた。文静は「君の言うような時代は、英雄豪傑が役立つところということだ。われら二人はこのまま低い身分のまま終われようか」と笑って言った。
李淵が唐国公となると、太原に駐屯した。文静は彼が大志を持っていることを知ると、親交を結んだ。また李世民に会って、「唐国公の子は、ふつうの人物ではない。漢の高祖や魏の太祖のたぐいの人物だ」と裴寂に報告した。文静は李密の姻族として獄に入れられた。李世民はかれのほかに起兵の計画の相談をできるものがいなかったので、ひそかに獄に入って文静に会った。文静は喜んで、「乱を平定するには、湯王・武王・高祖・光武帝のように新しい王朝を立てなければできないでしょう」と言った。李世民は「どこかにその人物を知らないか。いまここにいたって、子どものように心配する者ではなく、ともに世直しをし、大計をはかれる者がだ」と訊ねた。文静は「皇帝（煬帝）が淮南に逃れ、兵は黄河・洛水をうずめるほどで、盗賊たちは結託し、大なるものは州県を連ね、小なるものは山沢をはばみ、万を数えます。真主が取ってこれを用いれば、天下を定めるに不足はありません。いま汾州・晋州のあいだには盗賊を避けた人々がいます。文静はそのうちの豪傑を知っていますから、一朝号令をかけて召集すれば、十万の人々を得ることができます。それに公府の兵数万を合わせて、命令を下せば、誰が服従しないことがありましょう。関中に入り、天下を振動させれば、王業は成ることでしょう」と答えた。李世民は「君の言は私の意見と合致している」と言って笑った。そこでひそかに李世民の賓客として任用された。
いざ挙兵しようとしたとき、李淵は恐れてためらったので、李世民は文静・裴寂とともに「公はもともと嫌疑を受けやすい土地におり、いま高君雅が突厥に敗れたので、公は収監されかねません。事は急がねばなりませんが、なおためらわれますか。晋陽の士は頑健で馬は強く、宮殿の府庫の中身は豊かで、大事を図ることができます。いま関中は空虚で、代王は弱く、豪傑はいますが、適当な帰順先を見出していません。公が兵を率いて西に向かい、暴虐な者を殺して乱を除いてください。それとも甘んじて囚人となりますか」と説得した。李淵は観念して挙兵を許可した。
李世民は文静に詔を偽らせ、太原・西河・雁門・馬邑の男子を兵として召集して高句麗遠征がおこなわれると布告させた。これにより人心は動揺した。また劉武周を討つと称して、文静や長孫順徳に兵士を募集させた。文静と裴寂は勅令を偽作して、晋陽宮の府庫の物資を軍用に転用させた。王威・高君雅の猜疑を受けたが、文静と劉政会が先手を打って李淵に王威・高君雅を逮捕させた。
李淵が挙兵し、大将軍府を開くと、文静を司馬とした。文静は旗幟を改め、突厥と同盟することを提案して、李淵はこれに従った。文静は始畢可汗のもとに派遣され、「唐公は突厥とともに京師を平定し、金幣・子女は可汗のものとしたいと願っています」と口約束した。始畢可汗は喜んで、二千騎を文静に貸し、また馬千匹を与えた。文静は屈突通・桑顕和と潼関で対峙し、苦戦して矢傷を負いながらもながらも桑顕和を撃破した。屈突通が東に向かって退却すると、これを追撃して捕らえ、新安以西の地を平定した。大丞相府司馬に転じ、光禄大夫に進み、魯国公に封ぜられた。
李淵が帝位につくと、文静は納言に抜擢された。ときに李淵が臣下と寝椅子をともにしていたことがあったので、文静は「皇帝が臣下と席を等しくするようなことがあってはいけません」と諫めた。薛挙が涇州に進攻してきたとき、文静は元帥府長史として司馬の殷開山とともに出戦して大敗し、長安に帰ると、官爵を奪われた。薛仁杲（薛挙の子）に対する征戦に従軍し、爵位を戻された。民部尚書・陝東道行台左僕射に任ぜられ、李世民に従って長春宮に駐屯した。
文静は才能が裴寂を上回っていることを自負しており、また軍功もあったので、裴寂が李淵に重用されることに不満を持っていた。また政治の議論でも裴寂と対立することが多くなり、関係は険悪となった。弟の散騎常侍劉文起と酒を飲んだとき、李淵に対する怨み言があり、抜刀して柱に撃ちつけて、「裴寂斬るべし」と言った。ときに劉文起の家では怪事が続き、劉文起は心配して、夜中に巫女を召しだして髪を振り乱し刀をくわえさせてお祓いした。文静の側妾が寵愛を失って家を出され、その兄に家の変事を告げると、李淵の知るところとなった。李綱と蕭瑀は文静を弁護し、李世民も文静をかばったが、李淵は文静を嫌っており、裴寂の意見を採って処刑を決めた。劉文起もまた死刑となった。文静は刑にのぞんで「高鳥尽きて、良弓はしまわれるというのは、間違いではなかった」と言い残した。享年52。
629年、官爵が生前にさかのぼって回復され、子の劉樹義が魯国公を継ぎ、公主をめとった。しかし劉樹義は父の非業の死のことを恨んで、兄の劉樹芸とともに謀反をおこしたために、信頼を裏切られたと激怒した李世民が派遣した軍勢に捕らわれて処刑された。

## 伝記資料
- 『旧唐書』巻57 列伝第7「劉文静伝」
- 『新唐書』巻88 列伝第13「劉文静伝」